# Guillaume Apollinaire
Guillaume Apollinaire (nascut Wilhelm Albert Włodzimierz Apolinary de Wąż-Kostrowicki) (Roma, 26 d'agost del 1880 - París, 9 de novembre del 1918) va ser un poeta, dramaturg, contista, novel·lista i crític d'art, francès, d'origen polonès, capdavanter del moviment surrealista. Apollinaire és considerat un dels més destacats poetes de principis del segle xx, així com un dels defensors més aferrats del cubisme i l'avantpassat del surrealisme. Se li atribueix haver encunyat el terme cubisme (1911) per descriure el nou moviment d'art, el terme «orfisme» (1912), i el terme «surrealisme» (1917) per descriure l'obra d'Erik Satie. Va escriure una de les primeres obres que es descriuen com a surrealista, l'obra de teatre Les Mamelles de Tirésias (1917), que es va utilitzar com a base per a l'òpera de 1947 Les Mamelles de Tirésias. Dos anys després de ser ferit en la Primera Guerra Mundial, va morir a causa de la pandèmia de grip espanyola de 1918 als 38 anys.

## Biografia
Fill natural del príncep italià Francesco Flugi d'Aspermont, que el va abandonar des de molt petit, es va traslladar amb la seva mare a Mònaco rebent allà l'educació primària. A dinou anys es va radicar a Paris on va iniciar una fulgurant carrera literària. Va ser columnista a Mercure de France.
Guillaume Apollinaire va ser un dels principals conreadors d'aquest moviment, amb invencions com la del cal·ligrama, que donaria pas a la poesia visual.
El 1903, fundà la revista Le Festin d'Esope, en què publicà les primeres proses de L'enchanteur pourrissant (1909). El 1904 conegué Picasso i Max Jacob; pels seus amors amb Marie Laurencin s'integrà en el món artístic. El 1909, rebé l'encàrrec de dirigir dues col·leccions de texts satírics i llibertins —ocupació que mantingué fins a la fi de la seva vida—, en què reedità el marquès de Sade, en aquells moments completament oblidat. Publicà Hérésiarque et Cie (1910) i Le bestiaire (1911), però fins a l'aparició d'Alcools (1913) no començà a ser considerat com un dels grans poetes francesos de tots els temps. Trencà amb Marie Laurencin poc abans de publicar Méditations esthétiques (1913), el primer llibre dedicat als pintors cubistes. Es declarà futurista i, a partir del 1914, escrigué nombrosos cal·ligrames. En esclatar la Primera Guerra Mundial, demanà autorització per a incorporar-se al front. El 1916, un tros de metralla el ferí al cap i hagué de ser trepanat, episodi que es reflectí en la nombrosa iconografia ja clàssica d'un Apollinaire amb el cap embenat. Mobilitzat encara, però ja reincorporat a la vida parisenca, estrenà Les Mamelles de Tirésias (1917) i publicà Calligrammes (1918), en què recollí la major part dels poemes escrits al front. El 1918, es casà amb Jacqueline Kolb i morí el 9 de novembre del mateix any, víctima de la gran epidèmia de grip del 1918.
Molt de temps després de la seva mort, foren publicades, entre altres obres inèdites, Ombre de mon amour (1947) i Le guetteur mélancolique (1952). L'obra d'Apollinaire no és comprensible sense explicar el profund lligam que la uneix amb l'esperit i els grans trasbalsos històrics del seu temps: es trobà al centre de la crisi política i estètica de començament de segle. La seva poesia és, alhora, el reflex d'un món que s'acaba i del començament d'una nova etapa. A cavall d'aquests dos mons, Apollinaire trencà amb les formes poètiques clàssiques, tot conservant, però, el sentit de la musicalitat dels simbolistes i el llenguatge viu i desimbolt de la tradició popular i de François Villon. Lírica i imaginativa, elegíaca i barroca, l'obra d'Apollinaire assenyala, més que no pas cap altra del seu temps, les contradiccions i les tensions del canvi històric.

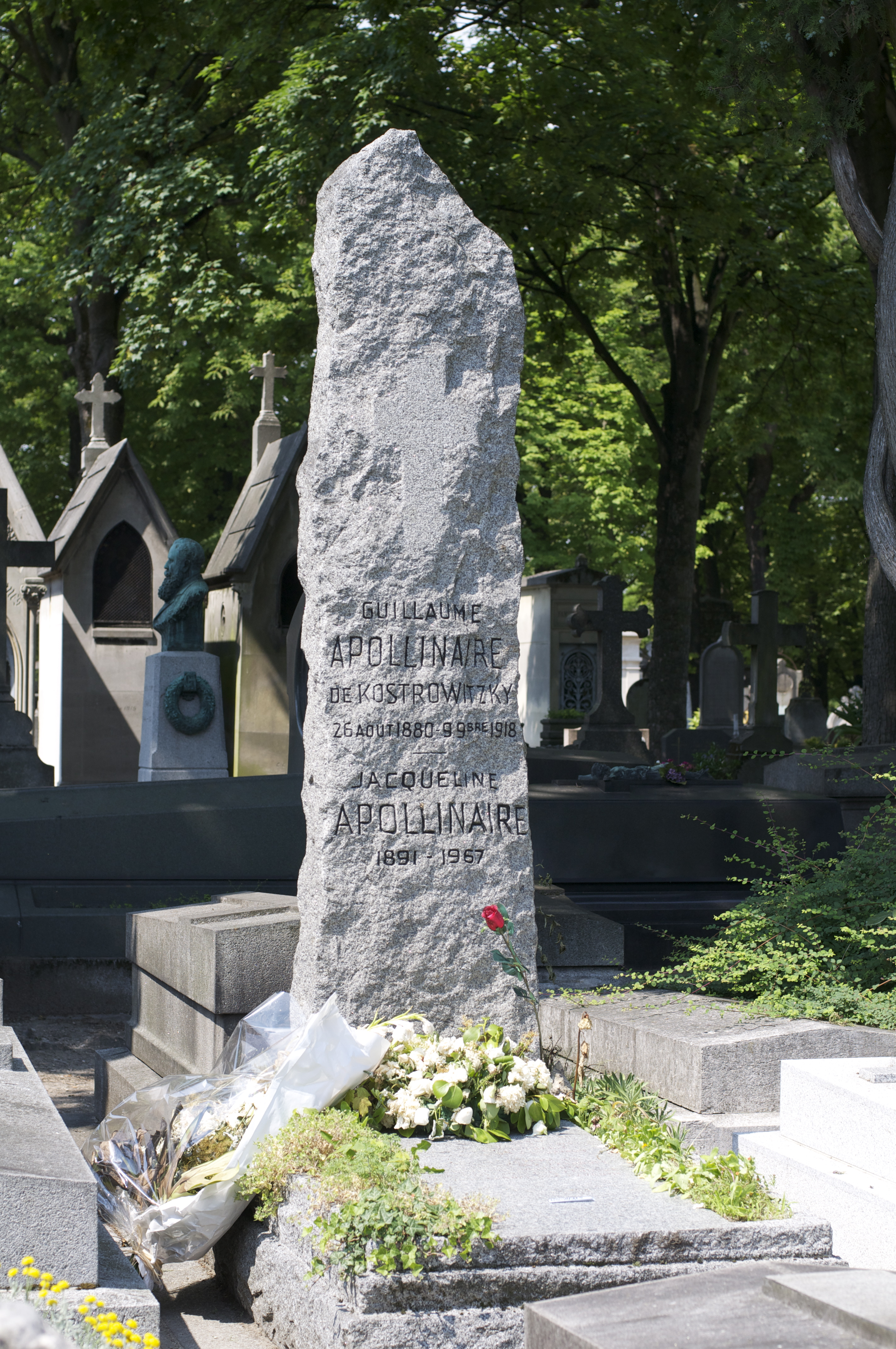
Imatge de la tomba de Guillaume Apollinaire al cementiri del Père-Lachaise a París

Apollinaire ha tingut una gran influència sobre la poesia contemporània: se'n troben nombroses reminiscències en la poesia catalana, especialment formals (cal·ligrames de Joan Salvat-Papasseit i de Josep Maria Junoy i més remotament de Joan Brossa), i temàtiques (Bestiari, de Pere Quart). Com Baudelaire, Apollinaire es dedicà sovint a comentar l'art del seu temps i influí poderosament sobre els artistes. Començà publicant articles sobre art el 1902 en L'Européen, i un estudi sobre el museu germànic de Nuremberg. Vinculat encara a idees més o menys tradicionals, el fet de viure molt de prop l'aparició del fauvisme i del cubisme i la seva amistat amb els promotors, en feren el primer i el més brillant exegeta d'aquests corrents. D'altra banda, influí molt en l'interès per l'art dels negres i pel del Duaner Rousseau. Fou un dels descobridors de Picasso, sobre el qual escrigué en La Plume (1905). Arribà a sistematitzar-se en el llibre Les Peintres cubistes (1903) i comprengué el pas d'un art d'imitació a un art de concepció. Fou un dels primers avantguardistes a detectar el valor extraordinari de l'arquitectura d'Antoni Gaudí (1914). Fou amic de De Chirico, i s'interessà pel naixent surrealisme, del qual inventà el nom (1917).

## Cubisme
Apollinaire va escriure el prefaci de la primera exposició cubista fora de París; VIII Saló dels Independents, Brussel·les, 1911. Apollinaire va afirmar que aquests «nous pintors accepten el nom de cubistes que s'ha donat a ells». Va descriure cubisme com una nova manifestació i una alta tècnica [manifestation nouvelle et très élevée de l'art], no un sistema que limita el talent [non point un système contraignant les talents], i les diferències que caracteritzen no només el talent, sinó fins i tot els estils d'aquests artistes són una prova evident d'això. Els artistes que participen en aquest nou moviment, d'acord amb Apollinaire, són Pablo Picasso, Georges Braque, Jean Metzinger, Albert Gleizes, Robert Delaunay, Fernand Léger i Henri Le Fauconnier. L'any 1912, altres s'uniren als cubistes: Jacques Villon, Marcel Duchamp, Raymond Duchamp-Villon, Francis Picabia, Juan Gris i Roger de La Fresnaye.

## Orfisme
El terme «orfisme» va ser encunyat per Apollinaire al Saló del Grup de Puteaux el 1912, referint-se a l'obra de Robert Delaunay i František Kupka. Durant la seva conferència al Saló Apollinaire presenta tres de les obres abstractes de Kupka com a exemples perfectes de la pintura pura, antifigurativa com la música.
A Les Peintres Cubistes, Méditations Esthétiques (1913) Apollinaire va descriure l'orfisme com «l'art de pintar noves totalitats amb elements que l'artista no pren de la realitat visual, sinó que crea completament per si mateix. […] Les obres d'un pintor òrfic han de transmetre un plaer estètic sense problemes, però al mateix temps una estructura significativa i el significat sublim». D'acord amb Apollinaire l'orfisme representa un avenç cap a una nova forma d'art, tant com la música va anar a la literatura.

## Obres
L'any 1900 va escriure la seva primera novel·la Mirely, ou le petit trou pas cher (pornogràfic), que finalment es va perdre. La primera col·lecció de poesia d'Apollinaire va ser L'enchanteur pourrissant (1909), però Alcools (1913) va establir la seva reputació. Els poemes, influenciats en part pels simbolistes, juxtaposen el vell i el nou, combinant les formes poètiques tradicionals amb la imatgeria moderna. El 1913, Apollinaire va publicar l'assaig Les Peintres Cubistes, Méditations Esthétiques sobre els pintors cubistes, moviment que va ajudar a definir. També va encunyar el terme orfisme per descriure una tendència a l'abstracció absoluta en les pintures de Robert Delaunay i altres.
El 1907 Apollinaire va publicar la coneguda novel·la eròtica Les Onze Mille Verges. Prohibit oficialment a França fins al 1970, diverses impressions d'aquest van circular àmpliament durant molts anys. Apollinaire mai va reconèixer públicament l'autoria de la novel·la. Una altra novel·la eròtica que se li atribueix va ser Les exploits d'un jeune Don Juan), en què l'heroi de 15 anys té tres fills amb uns quants membres del seu entorn, inclosa la seva tia. El regal d'Apollinaire a Picasso del manuscrit original de 1907 va ser una de les possessions més preuades de l'artista. El llibre es va convertir en una pel·lícula l'any 1987.
Poc després de la seva mort, Mercure de France va publicar Calligrammes, una col·lecció de la seva poesia concreta (poesia en la qual la tipografia i la maquetació afegeixen l'efecte general), i poemes més ortodoxos, si bé encara modernistes, basats en les experiències d'Apollinaire durant la Primera Guerra Mundial i en que utilitzava sovint la tècnica de l'escriptura automàtica.
En la seva joventut, Apollinaire va viure un breu temps a Bèlgica, dominant prou el dialecte való per escriure poesia, algunes de les quals han sobreviscut.

### Poesia
- L'enchanteur pourrissant (1909). L'Encantador podrit
- Le Bestiaire o Cortège d'Orphée (1911)
- Alcools (1913)
- Vitam impendere amori (1917)
- Calligrammes, poèmes de la paix et de la guerre 1913–1916 (1918) (publicat poc després de la mort d'Apollinaire)
- Il y a... (1925) Albert Messein
- Julie ou la rose (1927)
- Ombre de mon amour (1947). Poemes adreçats a Louise de Coligny-Châtillon
- Poèmes secrets à Madeleine (1949). Edició pirata
- Le Guetteur mélancolique (1952). Obres inèdites
- Poèmes à Lou (1955)
- Soldes (1985). Obres inèdites
- Et moi aussi je suis peintre (2006). Àlbum de dibuixos per a Calligrammes, d'una col·lecció particular

### Novel·les
- Mirely ou le Petit Trou pas cher (1900). (inèdit)
- Que fer ? (1900). '
- Les Onze Mille Vierges ou les Amours d'un hospodar (1907). Les Onze Mil Vares
- Les Exploits d'un jeune Don Juan (1911).
- La Rome des Borgia (1914).
- La Fin de Babylone (1914).
- Les Trois Don Juan (1915).
- La Femme assise (1920).

### Col·leccions de contes
- L'Hérèsiarque et Cie (1910).[17]
- Le Poète assassiné (1916).[18] trad. Ron Padgett (1968, íntegre)[19]
- Les Épingles (1928).

### Reproduccions
- Les Mamelles de Tirésias (1917).
- La Bréhatine (1917). Guió (col·laboració amb André Billy)
- Colors du temps (1918)
- Casanova (publicat el 1952)

### Articles
- Le Théâtre italien, enciclopèdia il·lustrada, 1910
- Prefaci, Catàleg del 8è Salon annuel du Cercle d'art Les Indépendants, Musée moderne de Bruxelles, 10 de juny - 3 de juliol de 1911.
- La Vie anecdotique, Cròniques a Le Mercure de France, 1911–1918
- Pages d'histoire, chronique des grands siècles de France, cròniques, 1912
- Les Peintres Cubistes, Méditations Esthétiques, 1913
- La Peinture moderne, 1913
- L'Antitradition futuriste, manifeste synthèse, 1913
- Jean Metzinger à la Galerie Weill, Cròniques d'art de Guillaume Apollinaire, L'Intransigeant, Paris Journal, 27 de maig de 1914
- Case d'Armons, 1915
- L'esprit nouveau et les poètes, 1918
- Le Flâneur des Deux Rives, cròniques, 1918

## Traduccions al català
- L'heresiarca i Cia. Traducció d'Elisenda Galobardes i Tuneu. Adesiara editorial, Martorell, 2010.
- Alcohols. Traducció d'Andreu Gomila. LaBreu Edicions, Barcelona, 2022.